# Museo d'arte sacra (Camaiore)
Il Museo d'arte sacra di Camaiore ha sede nella confraternita del Santissimo Sacramento in via IV Novembre.

## Percorso espositivo
Il museo raccoglie pitture, sculture, arredi sacri e oreficerie provenienti dal territorio di Camaiore, risalenti dal XIV al XVIII secolo.
Spiccano una Vergine annunciata policroma in legno di Matteo Civitali, la trecentesca Madonna col Bambino, pure in legno policromo, un arazzo fiammingo con Scene della Passione (1615) eseguito su cartone di Pieter Pannemaker o Giusto di Gand, una tavola di Francesco Anguilla (XIV secolo) con la Madonna col Bambino e santi già nella Badia di Camaiore. A Vincenzo Ferreri spetta una pala tardo-quattrocentesca.